# 5174 Окуґі
5174 Окуґі (5174 Okugi) — астероїд головного поясу, відкритий 16 квітня 1988 року.
Тіссеранів параметр щодо Юпітера — 3,409.
Названо на честь Окуґі (яп. おくぎ(奥木) окуґі)